# Rod McLachlan
Roderick „Rod” McLachlan (ur. 9 września 1960 w Detroit) – amerykański aktor teatralny, filmowy i telewizyjny. W 1994 był wykładowcą w National High School Institute for Theatre Arts. W latach 2007–2008 pełnił funkcję administratora Konserwatorium Zachodniego Wybrzeża Atlantic Theatre School.

## Wybrana filmografia

### Filmy
- 1994: Zabójcze radio jako Czarny Bicz, Pies Granitu
- 1996: Czas do namysłu (Breathing Room) jako kuzyn Andy
- 1997: Teoria spisku jako strażnik sprawiedliwości
- 1999: Magnolia jako Daniel Hill
- 1999: Instynkt jako strażnik Anderson
- 2000: Dla forsy (Where the Money Is) jako policjant Lloyd
- 2000: Dzieciak jako prawnik Seamus
- 2004: Skarb narodów jako przewodnik po sali niezależności
- 2005: Siła poezji (How You Look to Me) jako Lewis
- 2008: Superhero jako redaktor naczelny
- 2017: Confessions of a Teenage Jesus Jerk jako brat Rodgers

### Seriale TV
- 1991: Prawo i porządek jako sanitariusz
- 1995: Prawo i porządek jako Wally
- 1996: Kosmici w rodzinie
- 1997–1998: Spin City jako dziennikarz
- 1998: Oz jako dziennikarz
- 1998: Ostry dyżur jako Tohill
- 2001: Potyczki Amy
- 2003: Hej Arnold! jako Daniel Newton (głos)
- 2004: Pohamuj entuzjazm jako adwokat
- 2005: CSI: Kryminalne zagadki Las Vegas jako Nelson Oakes / dr Watson
- 2005: Wzór jako Bill McClelland
- 2007: Orły z Bostonu jako Steve Hughes
- 2007: Brzydula Betty jako Sully
- 2008: Quarterlife jako Rick
- 2013: Mad Men jako Terry
- 2013: Przereklamowani jako Terrance
- 2014: Glee jako facet z kiosku
- 2014: Współczesna rodzina jako Fred
- 2015: Kłamstwa na sprzedaż
- 2015: Era Wodnika jako Gene
- 2016: Figurantka
- 2019: Madam Secretary jako kongresmen Kevin Brandt
- 2019: Na cały głos jako Jimmy Gildea